# Circondario della Wetterau
Il circondario della Wetterau (in tedesco Wetteraukreis) è uno dei circondari dello stato tedesco dell'Assia.
Fa parte del distretto governativo di Darmstadt.

## Città e comuni
(Abitanti al 31 dicembre 2022)
| Comuni del circondario | Città 1. Bad Nauheim (33 445) 2. Bad Vilbel (35 758) 3. Büdingen (22 622) 4. Butzbach (27 402) 5. Florstadt (8 901) 6. Friedberg (Assia) (30 818) 7. Gedern (7 271) 8. Karben (23 172) 9. Münzenberg (5 832) 10. Nidda (17 650) 11. Niddatal (9 988) 12. Ortenberg (8 962) 13. Reichelsheim (Wetterau) (6 955) 14. Rosbach vor der Höhe (13 110) | Comuni 1. Altenstadt (12 689) 2. Echzell (5 852) 3. Glauburg (3 090) 4. Hirzenhain (2 950) 5. Kefenrod (2 707) 6. Limeshain (5 856) 7. Ober-Mörlen (5 847) 8. Ranstadt (5 374) 9. Rockenberg (4 545) 10. Wölfersheim (9 762) 11. Wöllstadt (6 740) |